# Saddle Island (ö i Falklandsöarna)
Saddle Island är en ö i territoriet Falklandsöarna (Storbritannien). Den ligger i den västra delen av landet. Arean är 0,51 kvadratkilometer.
Terrängen på Saddle Island är platt. Öns högsta punkt är 70 meter över havet. Ön sträcker sig 0,7 kilometer i nord-sydlig riktning, och 0,9 kilometer i öst-västlig riktning. På Saddle Island finns gräsmarker.